# ALMS-Saison 2012
Die American Le Mans Series 2012 begann mit dem 12-Stunden-Rennen von Sebring am 17. März 2012 und endete mit dem Petit Le Mans am 20. Oktober 2012 auf der Road Atlanta.

## Ergebnisse

### Rennkalender
Gesamtsieger sind fett hervorgehoben.
| Nr. | Datum         | Rennname / Rennstrecke                                                   | Klasse | Team                       | Sieger                                             | Fahrzeug                    |
| --- | ------------- | ------------------------------------------------------------------------ | ------ | -------------------------- | -------------------------------------------------- | --------------------------- |
| 1   | 17. März      | 12-Stunden-Rennen von Sebring Sebring International Raceway              | LMP1   | Dyson Racing               | Chris Dyson Guy Smith Steven Kane                  | Lola B12/60                 |
| 1   | 17. März      | 12-Stunden-Rennen von Sebring Sebring International Raceway              | LMP2   | Level 5 Motorsports        | Scott Tucker Christophe Bouchut João Barbosa       | HPD ARX-03b                 |
| 1   | 17. März      | 12-Stunden-Rennen von Sebring Sebring International Raceway              | LMPC   | CORE Autosport             | Alex Popow Burt Frisselle E. J. Viso               | Oreca FLM09                 |
| 1   | 17. März      | 12-Stunden-Rennen von Sebring Sebring International Raceway              | GT     | BMW Team RLL               | Dirk Müller Jonathan Summerton Joey Hand           | BMW M3 E92                  |
| 1   | 17. März      | 12-Stunden-Rennen von Sebring Sebring International Raceway              | GTC    | Alex Job Racing            | Bill Sweedler Dion von Moltke Townsend Bell        | Porsche 997 GT3 Cup         |
|     |               |                                                                          |        |                            |                                                    |                             |
| 2   | 14. April     | American Le Mans at Long Beach Long Beach Grand Prix Circuit             | LMP1   | Muscle Milk Pickett Racing | Klaus Graf Lucas Luhr                              | HPD ARX-03a                 |
| 2   | 14. April     | American Le Mans at Long Beach Long Beach Grand Prix Circuit             | LMP2   | Level 5 Motorsports        | Scott Tucker Christophe Bouchut                    | HPD ARX-03b                 |
| 2   | 14. April     | American Le Mans at Long Beach Long Beach Grand Prix Circuit             | LMPC   | CORE Autosport             | Alex Popow Ryan Dalziel                            | Oreca FLM09                 |
| 2   | 14. April     | American Le Mans at Long Beach Long Beach Grand Prix Circuit             | GT     | Corvette Racing            | Oliver Gavin Tommy Milner                          | Chevrolet Corvette C6.R GT2 |
| 2   | 14. April     | American Le Mans at Long Beach Long Beach Grand Prix Circuit             | GTC    | Green Hornet Racing        | Peter LaSaffre Damien Faulkner                     | Porsche 997 GT3 Cup         |
|     |               |                                                                          |        |                            |                                                    |                             |
| 3   | 12. Mai       | American Le Mans Monterey Laguna Seca Raceway                            | LMP1   | Muscle Milk Pickett Racing | Klaus Graf Lucas Luhr                              | HPD ARX-03a                 |
| 3   | 12. Mai       | American Le Mans Monterey Laguna Seca Raceway                            | LMP2   | Level 5 Motorsports        | Scott Tucker Luis Díaz Franck Montagny             | HPD ARX-03b                 |
| 3   | 12. Mai       | American Le Mans Monterey Laguna Seca Raceway                            | LMPC   | CORE Autosport             | Jonathan Bennett Colin Braun                       | Oreca FLM09                 |
| 3   | 12. Mai       | American Le Mans Monterey Laguna Seca Raceway                            | GT     | Corvette Racing            | Oliver Gavin Tommy Milner                          | Chevrolet Corvette C6.R GT2 |
| 3   | 12. Mai       | American Le Mans Monterey Laguna Seca Raceway                            | GTC    | TRG                        | Emilio Di Guida Bret Curtis Jeroen Bleekemolen     | Porsche 997 GT3 Cup         |
|     |               |                                                                          |        |                            |                                                    |                             |
| 4   | 7. Juli       | Northeast Grand Prix Lime Rock Park                                      | LMP1   | Muscle Milk Pickett Racing | Klaus Graf Lucas Luhr                              | HPD ARX-03a                 |
| 4   | 7. Juli       | Northeast Grand Prix Lime Rock Park                                      | LMP2   | Level 5 Motorsports        | Scott Tucker Christophe Bouchut                    | HPD ARX-03b                 |
| 4   | 7. Juli       | Northeast Grand Prix Lime Rock Park                                      | LMPC   | CORE Autosport             | Jonathan Bennett Colin Braun                       | Oreca FLM09                 |
| 4   | 7. Juli       | Northeast Grand Prix Lime Rock Park                                      | GT     | Flying Lizard Motorsports  | Jörg Bergmeister Patrick Long                      | Porsche 997 GT3 RSR         |
| 4   | 7. Juli       | Northeast Grand Prix Lime Rock Park                                      | GTC    | Alex Job Racing            | Leh Keen Cooper MacNeil                            | Porsche 997 GT3 Cup         |
|     |               |                                                                          |        |                            |                                                    |                             |
| 5   | 22. Juli      | Mobil 1 presents the Grand Prix of Mosport Mosport International Raceway | LMP1   | Muscle Milk Pickett Racing | Klaus Graf Lucas Luhr                              | HPD ARX-03a                 |
| 5   | 22. Juli      | Mobil 1 presents the Grand Prix of Mosport Mosport International Raceway | LMP2   | Conquest Endurance         | Martin Plowman David Heinemeier Hansson            | Morgan LMP2                 |
| 5   | 22. Juli      | Mobil 1 presents the Grand Prix of Mosport Mosport International Raceway | LMPC   | Rocketsports               | Bruno Junqueira Tommy Drissi                       | Oreca FLM09                 |
| 5   | 22. Juli      | Mobil 1 presents the Grand Prix of Mosport Mosport International Raceway | GT     | Extreme Speed Motorsports  | Scott Sharp Johannes van Overbeek                  | Ferrari 458 Italia GT2      |
| 5   | 22. Juli      | Mobil 1 presents the Grand Prix of Mosport Mosport International Raceway | GTC    | TRG                        | Emilio Di Guida Spencer Pumpelly                   | Porsche 997 GT3 Cup         |
|     |               |                                                                          |        |                            |                                                    |                             |
| 6   | 4. August     | Mid-Ohio Sports Car Challenge Mid-Ohio Sports Car Course                 | LMP1   | Muscle Milk Pickett Racing | Klaus Graf Lucas Luhr                              | HPD ARX-03a                 |
| 6   | 4. August     | Mid-Ohio Sports Car Challenge Mid-Ohio Sports Car Course                 | LMP2   | Level 5 Motorsports        | Scott Tucker Christophe Bouchut                    | HPD ARX-03b                 |
| 6   | 4. August     | Mid-Ohio Sports Car Challenge Mid-Ohio Sports Car Course                 | LMPC   | PR1 Mathiasen Motorsports  | Marino Franchitti Rudy Junco                       | Oreca FLM09                 |
| 6   | 4. August     | Mid-Ohio Sports Car Challenge Mid-Ohio Sports Car Course                 | GT     | Corvette Racing            | Oliver Gavin Tommy Milner                          | Chevrolet Corvette C6.R GT2 |
| 6   | 4. August     | Mid-Ohio Sports Car Challenge Mid-Ohio Sports Car Course                 | GTC    | JDX Racing                 | Tim Pappas Jeroen Bleekemolen                      | Porsche 997 GT3 Cup         |
|     |               |                                                                          |        |                            |                                                    |                             |
| 7   | 18. August    | Road Race Showcase Road America                                          | LMP1   | Dyson Racing               | Chris Dyson Guy Smith                              | Lola B12/60                 |
| 7   | 18. August    | Road Race Showcase Road America                                          | LMP2   | Conquest Endurance         | Martin Plowman David Heinemeier Hansson            | Morgan LMP2                 |
| 7   | 18. August    | Road Race Showcase Road America                                          | LMPC   | CORE Autosport             | Alex Popow Tom Kimber-Smith Jonathan Bennett       | Oreca FLM09                 |
| 7   | 18. August    | Road Race Showcase Road America                                          | GT     | BMW Team RLL               | Jörg Müller Bill Auberlen                          | BMW M3 E92                  |
| 7   | 18. August    | Road Race Showcase Road America                                          | GTC    | Alex Job Racing            | Jeroen Bleekemolen Cooper MacNeil                  | Porsche 997 GT3 Cup         |
|     |               |                                                                          |        |                            |                                                    |                             |
| 8   | 1. September  | Baltimore Sports Car Challenge Streets of Baltimore                      | LMP1   | Dyson Racing               | Eric Lux Michael Marsal                            | Lola B11/66                 |
| 8   | 1. September  | Baltimore Sports Car Challenge Streets of Baltimore                      | LMP2   | Level 5 Motorsports        | Scott Tucker Christophe Bouchut                    | HPD ARX-03b                 |
| 8   | 1. September  | Baltimore Sports Car Challenge Streets of Baltimore                      | LMPC   | CORE Autosport             | Alex Popow Ryan Dalziel                            | Oreca FLM09                 |
| 8   | 1. September  | Baltimore Sports Car Challenge Streets of Baltimore                      | GT     | Team Falken Tire           | Wolf Henzler Bryan Sellers                         | Porsche 997 GT3 RSR         |
| 8   | 1. September  | Baltimore Sports Car Challenge Streets of Baltimore                      | GTC    | TRG                        | Patrick Pilet Al Carter                            | Porsche 997 GT3 Cup         |
|     |               |                                                                          |        |                            |                                                    |                             |
| 9   | 15. September | VIR 240 Virginia International Raceway                                   | LMP1   | Muscle Milk Pickett Racing | Klaus Graf Lucas Luhr                              | HPD ARX-03a                 |
| 9   | 15. September | VIR 240 Virginia International Raceway                                   | LMP2   | Level 5 Motorsports        | Scott Tucker Christophe Bouchut                    | HPD ARX-03b                 |
| 9   | 15. September | VIR 240 Virginia International Raceway                                   | LMPC   | CORE Autosport             | Jonathan Bennett Colin Braun                       | Oreca FLM09                 |
| 9   | 15. September | VIR 240 Virginia International Raceway                                   | GT     | Corvette Racing            | Oliver Gavin Tommy Milner                          | Chevrolet Corvette C6.R GT2 |
| 9   | 15. September | VIR 240 Virginia International Raceway                                   | GTC    | Alex Job Racing            | Leh Keen Cooper MacNeil                            | Porsche 997 GT3 Cup         |
|     |               |                                                                          |        |                            |                                                    |                             |
| 10  | 20. Oktober   | Petit Le Mans Road Atlanta                                               | LMP1   | Rebellion Racing           | Neel Jani Nicolas Prost Andrea Belicchi            | Lola B12/60                 |
| 10  | 20. Oktober   | Petit Le Mans Road Atlanta                                               | LMP2   | Level 5 Motorsports        | Scott Tucker Christophe Bouchut Luis Díaz          | HPD ARX-03b                 |
| 10  | 20. Oktober   | Petit Le Mans Road Atlanta                                               | LMPC   | CORE Autosport             | Alex Popow Ryan Dalziel Mark Wilkins               | Oreca FLM09                 |
| 10  | 20. Oktober   | Petit Le Mans Road Atlanta                                               | GT     | Extreme Speed Motorsports  | Scott Sharp Johannes van Overbeek Toni Vilander    | Ferrari 458 Italia GT2      |
| 10  | 20. Oktober   | Petit Le Mans Road Atlanta                                               | GTC    | NGT Motorsport             | Henrique Cisneros Mario Farnbacher Kuba Giermaziak | Porsche 997 GT3 Cup         |

## Gesamtsieger
| Klasse | Fahrer                            | Team                       | Hersteller           | Hersteller           | Reifen               | Michelin Green X Challenge   | Michelin Green X Challenge |
| Klasse | Fahrer                            | Team                       | Chassis              | Motor                | Reifen               | Chassis                      | Hersteller                 |
| ------ | --------------------------------- | -------------------------- | -------------------- | -------------------- | -------------------- | ---------------------------- | -------------------------- |
| LMP1   | Klaus Graf / Lucas Luhr           | Muscle Milk Pickett Racing | HPD                  | HPD                  | Michelin             | \|Muscle Milk Pickett Racing | HPD                        |
| LMP2   | Christophe Bouchut / Scott Tucker | Level 5 Motorsports        | HPD                  | HPD                  | Dunlop               | \|Muscle Milk Pickett Racing | HPD                        |
| LMPC   | Alex Popow                        | CORE Autosport             | nicht ausgeschrieben | nicht ausgeschrieben | nicht ausgeschrieben | \|Muscle Milk Pickett Racing | HPD                        |
| GT     | Oliver Gavin / Tommy Milner       | Corvette Racing            | Chevrolet            | Chevrolet            | Michelin             | Corvette Racing              | Chevrolet                  |
| GTC    | Cooper MacNeil                    | Alex Job Racing            | nicht ausgeschrieben | nicht ausgeschrieben | nicht ausgeschrieben | Corvette Racing              | Chevrolet                  |